# مارتن كلارك (لاعب كرة قدم)
مارتن كلارك (بالإنجليزية: Martin Clark)‏ (12 يوليو 1970 في المملكة المتحدة - ) هو لاعب كرة قدم بريطاني في مركز الدفاع. لعب مع نادي أكرينغتون ستانلي ونادي روذرهام يونايتد ونادي ساوثبورت ونادي كرو ألكساندرا ونادي تشورلي ونادي بارسكو وLancaster City F.C. ‏.

## وصلات خارجية
- مارتن كلارك على موقع قاعدة بيانات كرة القدم.إي يو (الإنجليزية)